# Mészner Sebestyén
Mészner Sebestyén, vezetékneve Messner formában is (Pozsony, 1836. november 20. – Budapest, 1905. február 2.) magyar építész és építőmester.

## Élete
Mészner Vencel kőműves és Hőfinger Rozália fiaként született Pozsonyban. A 19. század végén / 20. század elején működött budapesti köz- és magánépületek tervezőjeként, több esetben csak kivitelező volt. Munkáit általában Arndt Dezsővel közösen készítette, munkáikra gyakran Messner és Arndt néven hivatkoznak. Néhány alkotását Hübner Jenővel közösen tervezte.

### Családja
Házastársa Schritt Anna (1844–1904) volt.
Gyermekei:
- Mészner Sebestyén Károly (1872–1938). 1. felesége Eisenbarth Irma (1887–1908)[8], 2. felesége Czech Stefánia Janka (1883–1942).
- Mészner Alajos Miksa (1874–1943) városi mérnök. Felesége Méry Irén.
- Mészner Anna Mária (1876–?)
- Mészner Mária Franciska (1877–1970). Férje Ocskay Rezső (1872–1951) ügyvéd.[9]
- Mészner Károly Lajos (1879–1936). Felesége Frankó Irén (1883–1939)
- Mészner Tivadar (1880–1968) jogász. Felesége márialigeti Cseley Ilona (1890–1954).

## Ismert épületei
- 1883–1884: lakóház kibővítése, Budapest, Rottenbiller utca 28. (épült: 1872, tervező: Wind István)[10]
- 1895 k.: Kern-ház, Budapest, Bástya utca 25.[11]
- 1895: lakóház, Budapest, Baross utca 76.[12]
- 1898–1899: Mihájlovics-ház, Budapest, Szerb u. 8.[13]
- 1911–1912: Törvényszéki palota (ma: Balassagyarmati Törvényszék), Balassagyarmat, Köztársaság tér 2-4. (Hübner Jenővel közös munka)[14]

### Tervben maradt épületek
- 1908 k.: Párizsi udvar, Budapest, Ferenciek tere 10. (Hübner Jenővel közös munka)[15]

### Csak kivitelező volt
- 1885: lakóház, Budapest, Klauzál tér 5. (tervező: ?)[16]
- 1890: lakóház, Budapest, Nefelejcs utca 55 (tervező: ?)[17]
- 1891–1892: lakóház, Budapest, Erzsébet körút 30.[18] (tervező: Alpár Ignác)[19]
- 1895: Basch-villa, Budapest, Városligeti fasor 29. (tervező: Schickedanz Albert és Herzog Fülöp Ferenc)[20]
- 1896–1897: Jäger-bérház, Budapest, József körút 74-76. (tervező: Devecis Ferenc,[21] kivitelezés: Arndt Dezsővel közösen)[22]
- 1898: lakóház, Budapest, Révay utca 18. (tervező: Schweiger Gyula, kivitelezés: Arndt Dezsővel közösen)
- 1901: lakóház, Budapest, Szövetség utca 37. (tervező: ?)[23]

## Képtár

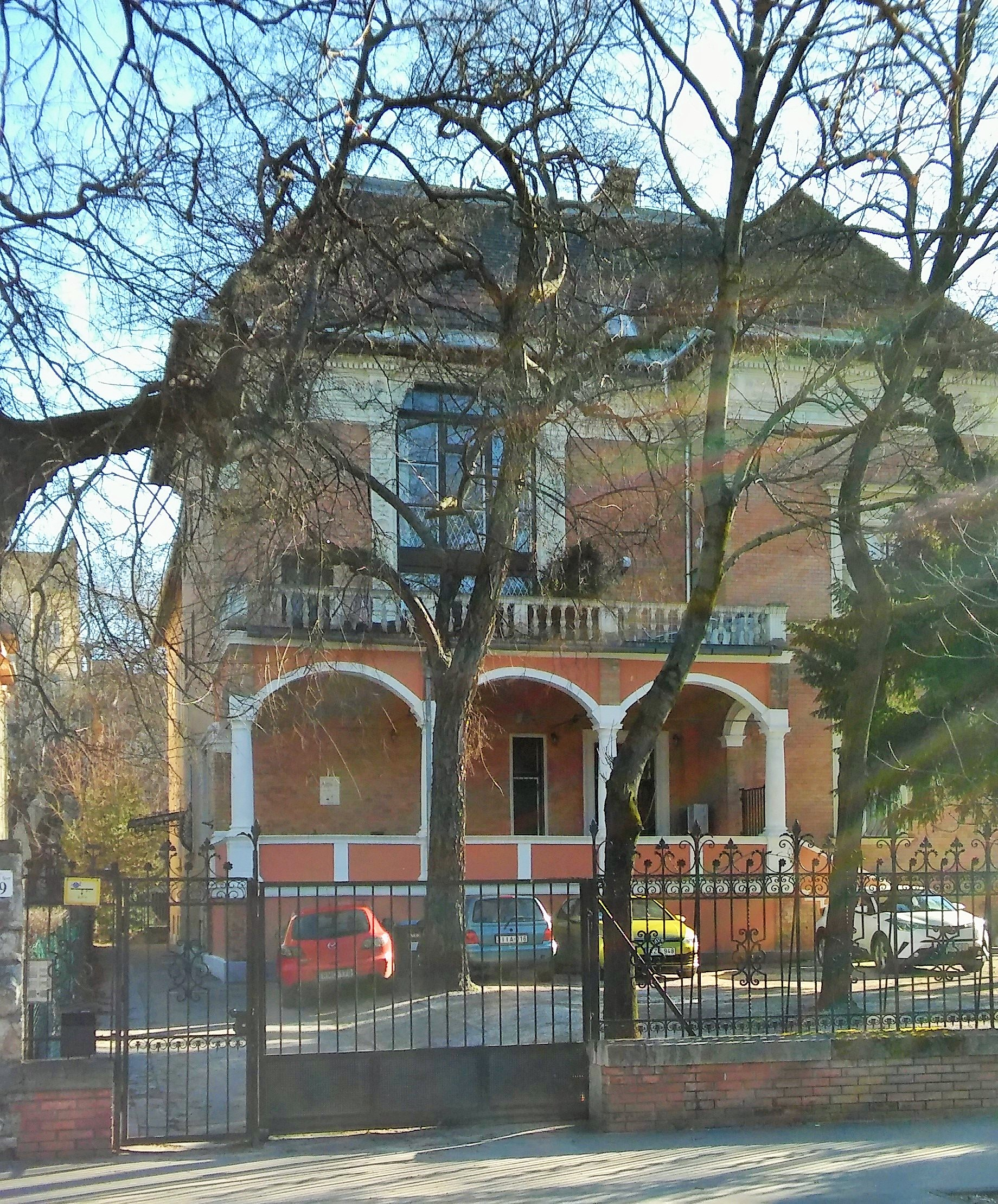
Basch-villa, Budapest, Városligeti fasor 29.
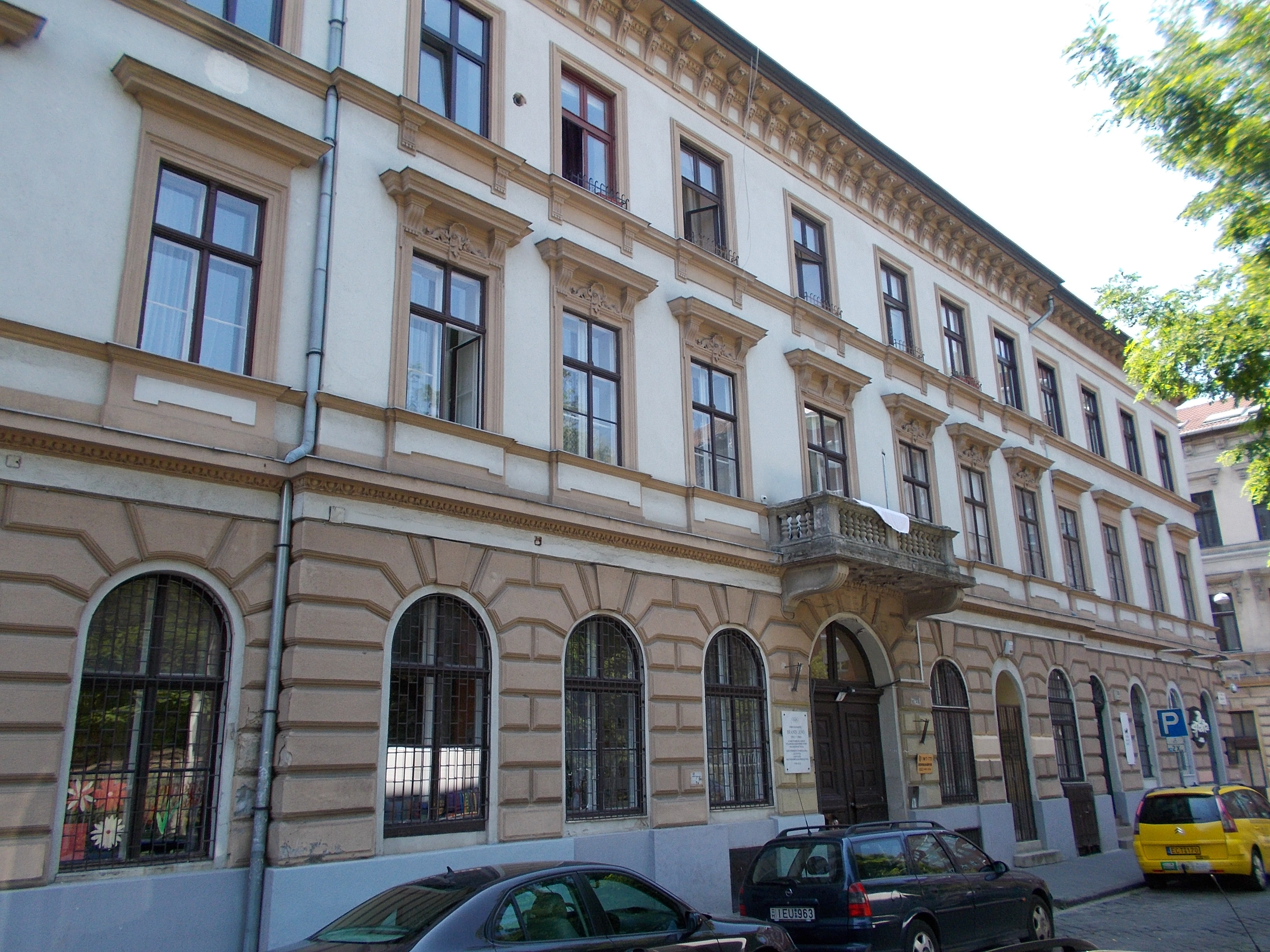
lakóház, Budapest, Klauzál tér 5.
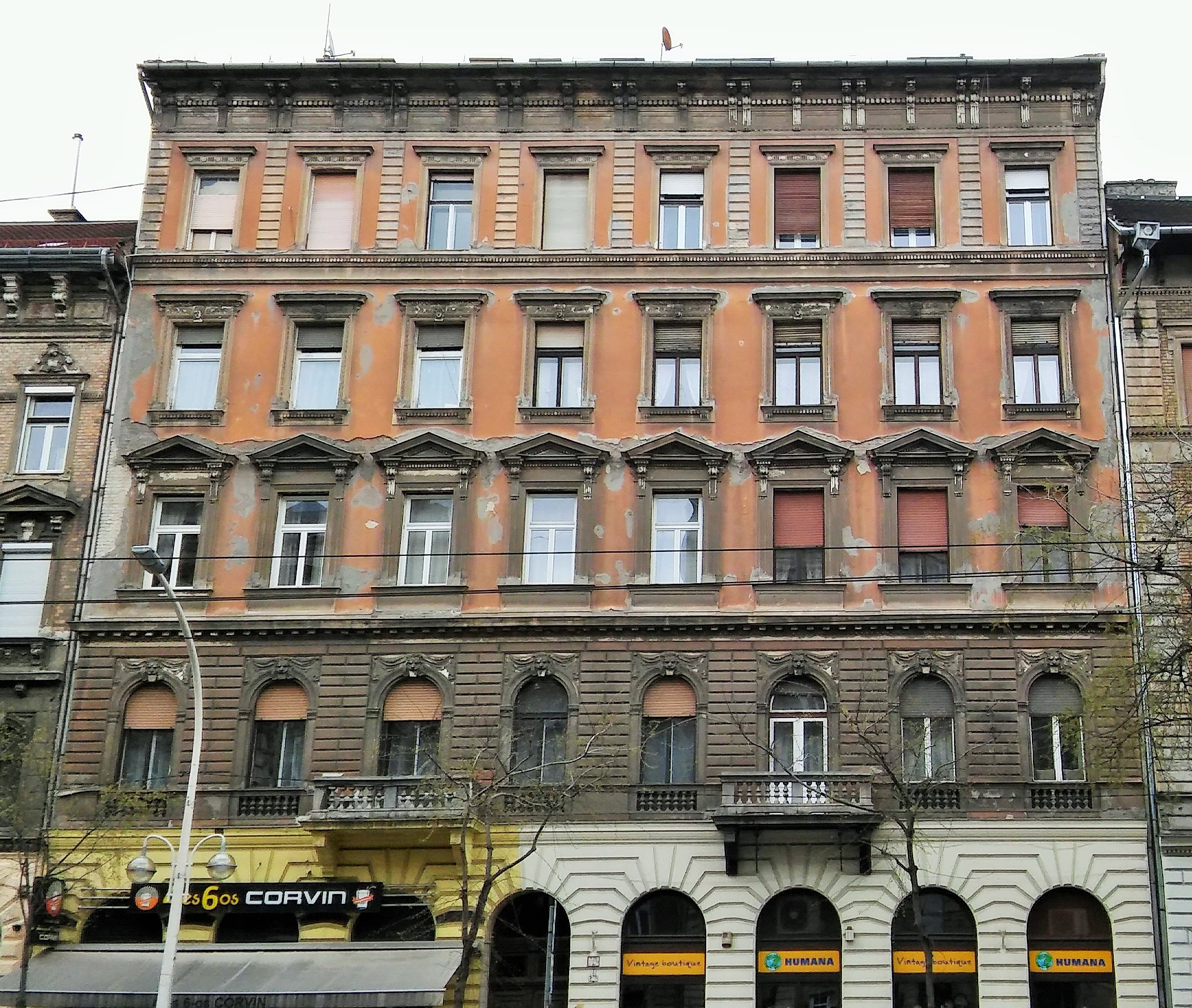
Jäger-bérház, Budapest, József körút 74-76.
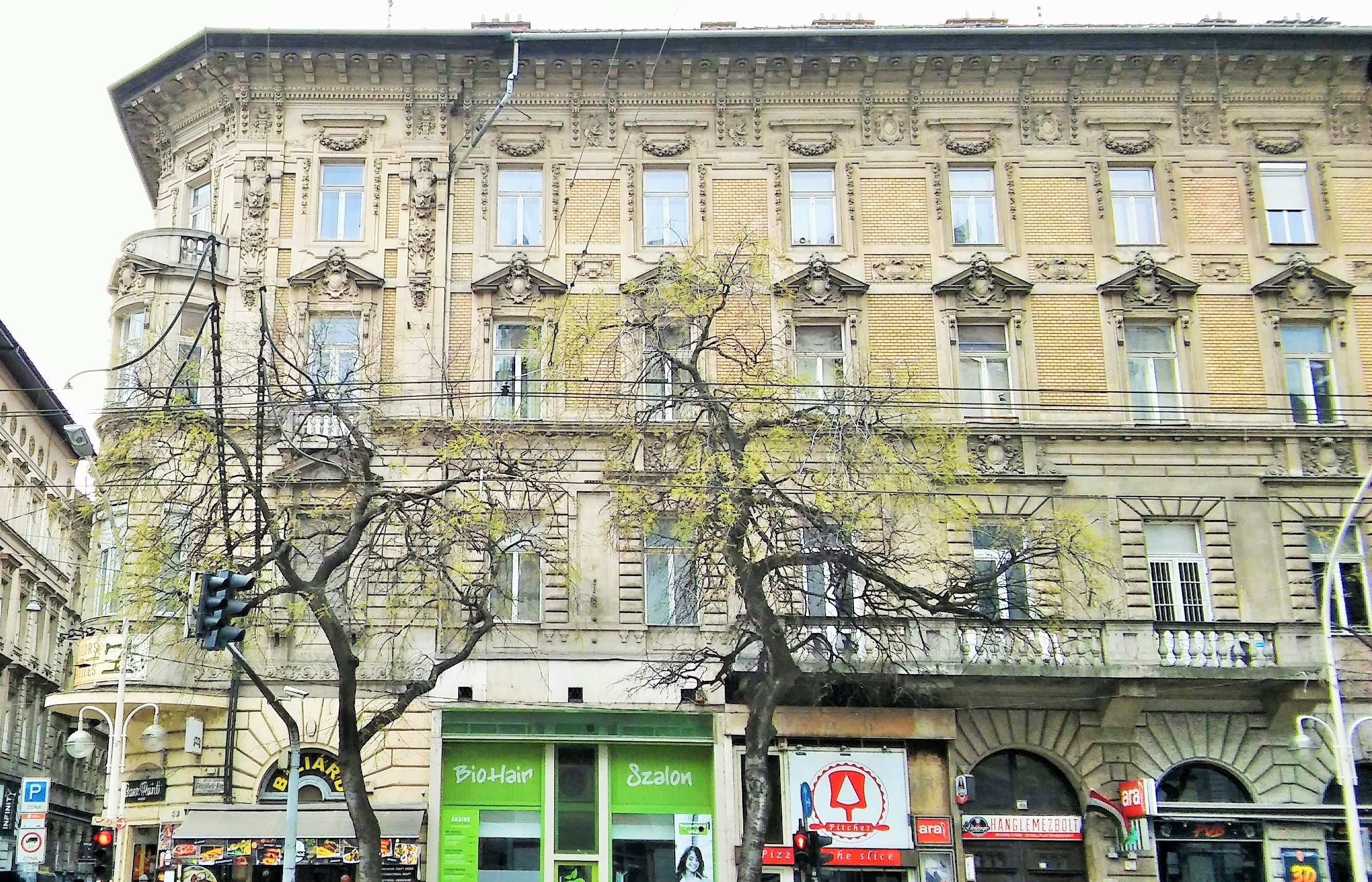
lakóház, Budapest, Erzsébet körút 30.
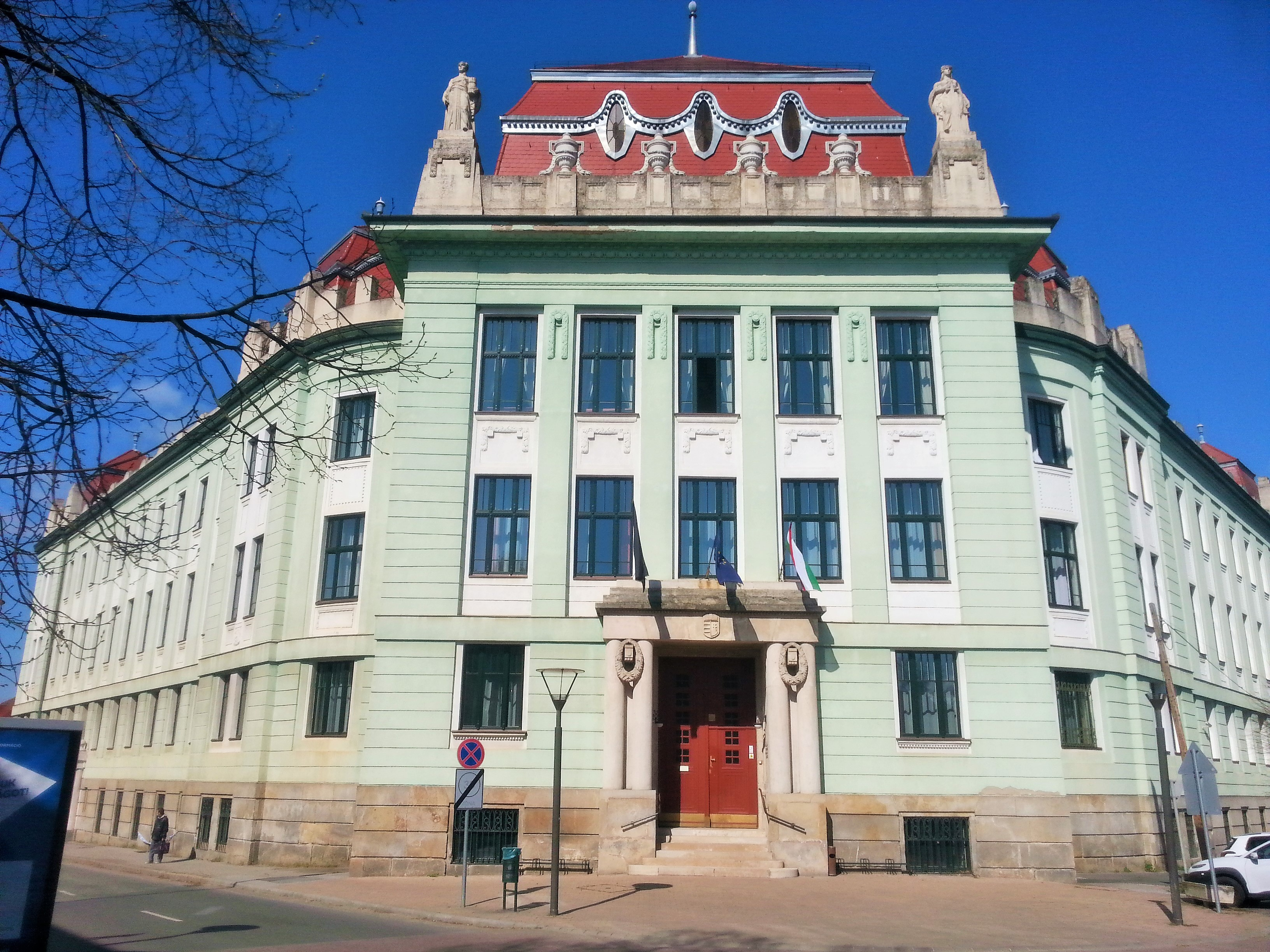
Törvényszéki palota, Balassagyarmat, Köztársaság tér 2-4.